# Птицын, Олег Борисович
Олег Борисович Птицын  (18 июля 1929, Ленинград — 22 марта 1999, Великобритания) — советский и российский учёный, работавший в области физики полимеров, физики белка, молекулярной биологии и белковой инженерии, доктор физико-математических наук, профессор Московского физико-технического института и Института биофизики АН СССР, член Европейской академии наук, член Нью-Йоркской академии наук.

## Биография
Олег Борисович Птицын родился 18 июля 1929 года в Ленинграде в семье научных работников. Его мать, Ива Рувимовна Протас, и отец, Борис Владимирович Птицын, были химиками. В 1941 году после начала Великой Отечественной войны он был эвакуирован в Йошкар-Олу вместе с Государственным оптическим институтом, где работала его мать.
В 1946 году, вернувшись из эвакуации в Ленинград, окончил с отличием школу и поступил на физический факультет Ленинградского государственного университета. По окончании с отличием Университета в 1951 году был принят на работу в Институт высокомолекулярных соединений АН СССР (1946—1967) в лабораторию Михаила Владимировича Волькенштейна.
В 1954 году он защитил кандидатскую диссертацию на тему: «Внутреннее вращение в полимерных цепях: их размеры и механические свойства».
Степень доктора физико-математических наук он получил в 1962 году, представив диссертацию на тему: «Статистическая физика макромолекул».
В 1964—1967 г.г. в том же Институте он возглавил группу биополимеров (экспериментальную и теоретическую).
О. Б. Птицын был одним из основателей Зимних школ по молекулярной биологии; они проводились сначала в Дубне (с 1965 г.), потом в Мозжинке. Эти школы воспитали несколько поколений российских молекулярных биологов и фактически положили начало Институту белка.
Начиная с 1965 года, он участвовал в организации Института белка АН СССР. После открытия Института в 1967 году О. Б. Птицын был назначен заместителем директора по науке этого Института и проработал в этой должности до 1988 года. В 1967 году он организовал лабораторию физики белка в этом Институте. В 1969 году ему было присвоено звание профессора. Отличительной чертой созданной О. Б. Птицыным лаборатории было сочетание теории и эксперимента.
В 1967—1991 г.г. он был профессором кафедры молекулярной биофизики Московского физико-технического института, в 1969 г. стал профессором по специальности «биофизика» Института биофизики АН СССР. Кроме того, он был также приглашенным профессором Парижского (1988) и Пармского (1989, 1992) Университетов и читал лекционные курсы или отдельные лекции в университетах Англии, Франции, Германии, Италии, США, Бельгии, Венгрии, Израиля и других стран.
В 1992—1999 г.г. Олег Борисович Птицын работал как приглашенный научный сотрудник в Национальном институте рака (Национальные институты здравоохранения США) (Бетесда, Мэриленд, США).

## Научные интересы и достижения
В ИВС АН СССР О.Б. Птицыным была разработана теория гибкости синтетических полимеров (1952—1964 гг), создана статистическая физика полимеров и
процессов стеклования (витрификации), а также обоснован теоретически эффект высокой эластичности каучуков. Результаты этих работ изложены в монографии «Конформации макромолекул» (русское издание — 1964 г.; английское издание — 1966 г.), которая стала классической и излагается во всех учебниках по полимерам. Эта монография стала настольной книгой ученых, занимающихся полимерами. В этой области науки он до сих пор является корифеем.
Статистический анализ вторичной структуры белков, их укладок, аминокислотных последовательностей спиралей и бета-структуры первых белков, структуры которых были расшифрованы, привел О.Б. Птицына к ряду выводов, оставшихся справедливыми и теперь, когда расшифрованы тысячи белковых структур. Этот анализ позволил О.Б. Птицыну предложить ещё в 1973 году стадийную модель сворачивания (фолдинга) белковой молекулы — сворачивания, идущего через промежуточные состояния.
Развитие теории самоорганизации белков (v:Самоорганизация белка) (1967—1987 гг.) привело О.Б. Птицына к созданию (совместно с А.В. Финкельштейном) теории вторичной структуры белков и алгоритма её предсказания. На первом международном «соревновании» (1974 г.) по предсказанию вторичной структуры белков теория Птицына-Финкельштейна заняла I-е место. Затем было выявлено, что белок имеет ограниченный набор типичных укладок (folding patterns) элементов его вторичной структуры в третичную. Это открытие легло в основу современных подходов к предсказанию пространственной структуры белков по их аминокислотным последовательностям.
Так О. Б. Птицын стал общепризнанным создателем нового научного направления в науке — физики белка.
В 1981-84 г.г. предсказанное О.Б. Птицыным «промежуточное» состояние белка было открыто и в равновесных, и в кинетических экспериментах О.Б. Птицыным и сотрудниками его лаборатории (Г.В. Семисотновым, Д.А. Долгих, В.Е. Бычковой, Р.И. Гильманшиным). Свойства этих промежуточных состояний, названных позднее расплавленной глобулой, оказались, как и предсказывалось, сходными со свойствами нативного белка по общей укладке полипептидной цепи, но отличающимися от него отсутствием или резким ослаблением жесткой пространственной структуры. Итак, теоретически предсказанное существование интермедиатов в сворачивании белка было полностью доказано.
Дальнейшее экспериментальное изучение промежуточных состояний позволило выдвинуть (совместно с В.Е. Бычковой) гипотезу о функциональной роли расплавленной глобулы в клетке (1988 г.). Эта гипотеза получила полное экспериментальное подтверждение рядом исследований, в том числе и проведенных в возглавляемой О.Б. Птицыным лаборатории физики белка, и легла в основу нового направления в цитологии. В 1995 году О.Б. Птицын (совместно с В.Е. Бычковой) предположил, что ряд генетических заболеваний человека, вызываемых точечными мутациями, обусловлен задержкой сворачивания белка на стадии расплавленной глобулы. Эта гипотеза также нашла свое экспериментальное подтверждение.
Теоретическое изучение путей сворачивания белков (совместно с Е. И. Шахновичем) позволило предположить наличие в них консервативного ядра, важного для быстрого и правильного сворачивания белков.
По словам самого Олега Борисовича, за годы своей научной деятельности он решил три крупных научных проблемы:
1. Разработал статистическую теорию, впервые позволившую предсказывать гибкость, стеклование и другие физические свойства синтетических полимеров, исходя из их химического строения. Эта теория, изложенная в его монографии «Конформации макромолекул» (русское издание — 1964 г.; английское издание — 1966 г.), стала классической.
2. Показал, что общие принципы молекулярной физики резко ограничивают число возможных укладок полипептидной цепи в глобулярных белках, и предложил общий подход к выбору укладки цепи из этого ограниченного набора для каждой данной аминокислотной последовательности, тем самым в принципе решив задачу предсказания пространственной структуры белков.
3. Экспериментально установил механизм сворачивания белковой цепи в нативную (функционирующую) пространственную структуру, открыв при этом новое физическое состояние белковой молекулы — «расплавленную глобулу» — и показав, что это состояние является универсальным кинетическим интермедиатом на пути сворачивания не слишком малых глобулярных белков.

Научные советы
- 1968—1982 Член Международной Комиссии по молекулярной и субклеточной биофизике международного Союза Чистой и Прикладной Биофизики.
- 1979—1999 Заместитель председателя Научного Совета по Теории Полимеров и Биополимеров Российской Академии Наук.
- 1986—1999 Член Научного Совета по Белковой Инженерии Российской Академии Наук.
- 1991—1999 Член Научного Совета по молекулярной биологии и генетике Российской Академии Наук.

Издательская деятельность
- 1973—1999 Член консультативного совета журнала «Biophysical Chemistry».
- 1973—1975 Член консультативного совета журнала «Biopolymers».
- 1979—1985 Член редакционной коллегии журнала «FEBS Letters».
- 1982—1999 Член консультативного совета «Journal of Protein Chemistry».
- 1987—1988 Член консультативного совета «Protein Engineering».
- 1988—1999 Заместитель редактора журнала «Protein Engineering».
- 1992 1999 Член консультативного совета журнала «Молекулярная биология».
- 1995—1999 Член редакционного совета журнала «Folding & Design».

## Основные труды
О. Б. Птицын является автором свыше 300 научных статей в журналах и сборниках в области физики макромолекул и белка, примерно половина которых опубликована в ведущих иностранных журналах. Им, совместно с Т.М. Бирштейн, издана монография «Конформации макромолекул» (русское издание — 1964 г.; английское издание — 1966 г.), а также (совместно с А. В. Финкельштейном) уникальная монография-учебник «Физика белка», выдержавшая пять изданий в нашей стране, два английских и два китайских
.

Количество цитирований его работ (согласно данным Web of Science) — более 11 тысяч, а индекс Хирша — 54.
Основные направления научных исследований
- Синтетические полимеры (1951—1970)
- Биологические макромолекулы, белки и полипептидные модели белков (1961—1999)
- Самоорганизация белков (1969—1999)
- Конструирование белков de novo (1988—1999)

## Награды и почётные звания
- 1969 Орден «Знак Почёта», выданный Президиумом Верховного Совета СССР.
- 1974 Бронзовая медаль «За достигнутые успехи в развитии народного хозяйства СССР», главный комитет ВДНХ СССР.
- 1999 Лауреат Государственной премии Российской Федерации в области науки и техники (посмертно) «Принципы структурной организации белков и их применение к конструированию новых белковых молекул: теория и эксперимент».
- 1991 Член Европейской академии наук.
- 1995 Член Нью-Йоркской академии наук
- 1979 Иностранный член Trinity College, Кембридж, Англия

Научные заслуги О. Б. Птицына широко признаны международной общественностью. Он является общепризнанным основателем и одним из лидеров исследований сворачивания белка — одному из наиболее важных направлений молекулярной биологии. Он являлся членом редколлегий ряда ведущих международных журналов (Biophysical Chemistry, Biopolymers, FEBS Letters, Journal of Protein Chemistry, Protein Engineering, Folding and Design) и постоянно приглашался в качестве лектора на наиболее престижные международные конгрессы по биохимии и молекулярной биологии.
О. Б. Птицын был основателем и лидером международной научной школы по физике белка. Он был одним из наиболее цитируемых российских учёных, воспитал и выпустил в свет 10 докторов наук и 31 кандидата наук. Он принимал деятельное участие в организации науки, являясь членом многих международных Союзов и комиссий.